# Vilayphone Vongphachanh
Vilayphone Vongphachanh   (Laos, 26 d'abril de 1989) és una nedadora olímpica laosiana. Com a membre de l'equip de Laos, va competir als 15 anys als Jocs Olímpics d'Estiu de 2004 als 50 m lliures femenins. També va nedar als Jocs Olímpics de 2008.
El 2004 va tenir el temps més lent d'entre les 73 dones de l'esdeveniment, 36,57 segons. El seu resultat va ser normal per a Laos, que fins als jocs del 2004 (sempre amb una excepció) sempre ha estat el penúltim o l'últim en tots els esdeveniments en què ha competit. A Laos, només va poder entrenar en una piscina de la meitat de la mida d'una piscina olímpica estàndard i, com altres atletes de Laos, tenien un temps limitat per fer-ho. Sue Maci, de Parade, va atribuir els pobres resultats al fet que Laos era un dels deu països més pobres del món.
Anteriorment, el 2003, va competir al Campionat del Món de natació de 2003 a Barcelona. Es va classificar la 98a de 100 (classificats) en els 50 metres lliures i la 57a de 58 en els 50 metres braça.
A partir del 2006, Vilayphone Vongphachanh és jutge de natació del Màster FINA.
El 2008, va quedar la 84a de 92 nedadores amb un temps de 34,79 segons. Una vegada més, no va assolir classificar-se per a les semifinals.